# Badischer Landkalender
Der Badische Landkalender war ein 1750 bis 1806 vom Gymnasium illustre in Karlsruhe herausgegebener Volkskalender für die lutherischen Untertanen des badischen Markgrafen. 
Als der Absatz des Kalenders ins Stocken geriet, wurde 1802 der Theologe und Dichter Johann Peter Hebel (1760–1826) von seinem Gönner, dem Präsidenten der Oberkirchenbehörde Friedrich Brauer gebeten, an diesem Kalender mitzuarbeiten. Hebel steuerte ab 1803 zahlreiche Beiträge zum Badischen Landkalender bei und erstellte 1806 dem Konsistorium ein Unabgefordertes Gutachten über eine vorteilhaftere Einrichtung des Kalenders, in dem er ein geschlossenes volkspädagogisches Reformkonzept vorlegte, welches das vorher praktizierte Nachrichtensammelsurium ablösen sollte. Hebels Vorschlag wurde akzeptiert, und er selbst wurde zum Redakteur des Kalenders bestellt, der von 1807 bis 1834 unter dem neuen Namen Der Rheinländische Hausfreund erschien.